# Joseph Han Yingjin

Wappen von Joseph Han Ying Jin

Joseph Han Yingjin (* 1958 in Sanyuan) ist römisch-katholischer Bischof von Sanyuan (Shaanxi).

## Leben
Joseph Han Yingjin trat 1986 in das Priesterseminar in Sanyuan ein und empfing 11. August 1992 die Priesterweihe. Er war ab 1993 als Pfarrer tätig.
Han wurde am 24. Juni 2010 zum Bischof des Bistums Sanyuan, einem Suffraganbistum des Erzbistums Xi’an, ordiniert und durch Papst Benedikt XVI. sowie die Chinesische Katholisch-Patriotische Vereinigung anerkannt. Er tritt die Nachfolge des im Jahr 2000 emeritierten 83-jährigen Bischofs Joseph Lan Shi an, der nie eine staatliche Anerkennung erhalten hatte.